# حکم مرخصی (فیلم)
حکم مرخصی (به انگلیسی: Furlough) فیلمی محصول سال ۲۰۱۸ و به کارگردانی لوری کالیر است. در این فیلم بازیگرانی همچون تسا تامپسون، ملیسا لیو، ووپی گلدبرگ، آنا پاکوین، ادگار رامیرس، لا لا آنتونی و درنا د نیرو ایفای نقش کرده‌اند.